# Alzoniella slovenica
Alzoniella slovenica е вид коремоного от семейство Hydrobiidae.

## Разпространение
Видът е разпространен в Словакия и Чехия.